# Himmacia
Himmacia é um gênero de traça pertencente à família Agonoxenidae.